# Seyit Rıza

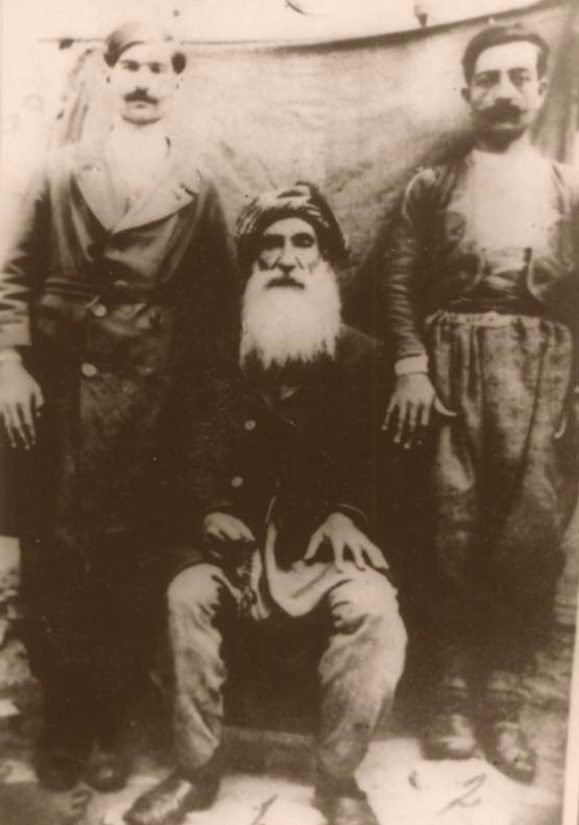
Seyit Rıza

Seyit Riza (zazaisch: Sey Rıza, Kurmandschi: Seyîd Riza, türkisch Seyit Rıza; * 1862 im Dorf Derê Arí (Mühlendorf) im Landkreis Ovacık in Dersim (heute Tunceli); † 15. November 1937 in Elazığ) war der wichtigste geistliche und tribale Anführer des Zaza-kurdischen Dersim-Aufstandes. Er wurde nach einem Gerichtsverfahren hingerichtet.

## Leben
Seyit Riza war ein Zazaki-sprechender alevitischer Kurde und gehörte zum Stamm der Abasan, der die direkte Linie innerhalb des Seyh Hasanan Stammes bildet. Er war der vierte und jüngste Sohn von Seyid Ibrahim. Seyit Riza genoss eine gute Ausbildung vom gelehrten Mehmet Ali Efendi.
Nach dem Tod seines Vaters erhielt er die Führung über seinen Eşiret und den Titel des Seyyid سیّد (arabisch für Herr). Dieser Titel wurde nur den (vermeintlich) direkten Nachkommen des Propheten Mohammed verliehen. Seyit Riza lebte dann in Axdat am Hang des Berges Tujík.

1937 brach der Dersim-Aufstand aus, dessen Anführer Seyit Riza war. Im September wurde Rızas Lage aussichtslos. Seine zweite Frau Bese, ein weiterer Sohn sowie eine große Anzahl von Bewohnern seines Dorfes wurden von Soldaten getötet. Desillusioniert und offenbar auch auf Druck seines eigenen Stammes ergab sich Seyit Rıza. Er wurde mit 50 Gefolgsleuten verhaftet, vor Gericht gestellt, nach einer viertägigen Verhandlung verurteilt und unverzüglich Mitte November hingerichtet. Das Gerichtsverfahren und die Hinrichtung erfolgten unter großem Zeitdruck, da man Atatürk, der die Region am nächsten Tag besuchen wollte, nicht mit Gnadenersuchen belästigen wollte. Der Mann, der das Gerichtsverfahren als junger Beamter organisierte, war der spätere Außenminister İhsan Sabri Çağlayangil. Er schilderte die Hinrichtung in seinen Memoiren mit folgenden Worten: 

„Als Seyit Rıza die Galgen sah, verstand er. „Ihr werdet mich hängen“, sagte er, und drehte sich zu mir um. „Bist du aus Ankara gekommen, um mich zu hängen?“ Wir schauten uns an. Zum ersten Mal stand ich einem Menschen, der hingerichtet werden sollte, von Angesicht zu Angesicht gegenüber. Er lachte. Der Staatsanwalt fragte, ob er beten wolle. Er lehnte ab. Wir fragten nach seinen letzten Worten. „Ich habe noch vierzig Lira und eine Uhr, gebt die meinem Sohn“, sagte er. In dem Moment wurde Fındık Hafiz gehängt. Zweimal riss der Strick. Ich stand vor dem Fenster, damit er nicht sehen konnte, wie Fındık Hafiz gehängt wurde. Die Hinrichtung Fındık Hafiz' war zu Ende. Wir brachten Seyit Rıza zum Richtplatz. Es war kalt. Niemand war da. Aber Seyit Rıza sprach in die Stille und Leere, als ob der Platz voller Menschen sei. „Wir sind Kinder Kerbelas. Wir haben nichts verbrochen. Es ist eine Schande. Es ist grausam. Es ist Mord.“, sagte er. Es überlief mich eiskalt. Dieser alte Mann ging schnellen Schrittes und schob den Zigeuner beiseite. Er legte sich den Strick um, trat den Stuhl weg und vollstreckte sein eigenes Urteil.“

 Mit Seyit Rıza wurde auch sein Sohn Resik Hüseyin hingerichtet.
Im Jahr 2010 ließ die Stadtverwaltung von Tunceli eine Seyit-Riza-Statue am Eingang zur Altstadt aufstellen.